# Bluepoint Games
Bluepoint Games est un studio indépendant américain de développement de jeux vidéo situé à Austin, au Texas. L'équipe de direction comprend des vétérans de l'industrie du jeu vidéo.
Le studio se spécialise dans le portage de jeux, tels PlayStation All-Stars Battle Royale sur PlayStation Vita et Titanfall sur Xbox 360, ainsi que dans la remasterisation de titres comme God of War Collection adapté pour la PlayStation 3 ou encore Uncharted: The Nathan Drake Collection, Shadow of the Colossus et Gravity Rush Remastered pour la PlayStation 4.

## Historique
Le premier titre du studio, Blast Factor, sort en 2006, lorsque Sony Interactive Entertainment fait ses débuts avec son service de distribution en ligne, le PlayStation Network, le jeu fait partie des deux premiers titres mis en vente sur le PlayStation Store.
Le 31 août 2009, il est annoncé que des versions retravaillées et en haute définition de God of War et God of War II doivent voir le jour sur PlayStation 3. Bluepoint Games est chargé de ce remastering qui repose en une compilation regroupant les deux titres, nommée God of War Collection, et qui sort le 28 avril 2010 sur PlayStation 3.
Durant le Tokyo Game Show 2010, il est annoncé que la société doit s'occuper d'un second portage de titres remastérisés : Ico ainsi que Shadow of the Colossus, pour en faire à nouveau une compilation dans la gamme Classics HD. La compilation sort sous le titre Classics HD: Ico & Shadow of the Colossus le 28 septembre 2011 en France.
Bluepoint Games porte les jeux Metal Gear Solid 2: Substance et Metal Gear Solid 3: Subsistence sur PlayStation 3 et Xbox 360 en sortant la compilation Metal Gear Solid: HD Collection le 2 février 2012.
Le studio épaulé également SuperBot Entertainment pour le développement de PlayStation All-Stars Battle Royale, en étant notamment responsable de la version PlayStation Vita.
À partir de son portage de 2011, Bluepoint Games développe un remake de Shadow of the Colossus sur PlayStation 4, sorti le 7 février 2018.
Le 18 juin 2019, le studio annonce la mort de l'un de ces cofondateurs, Andy O'Neil, à l'âge de 47 ans.
En juin 2020 est annoncé le remake par Bluepoint Games sur PlayStation 5 de Demon's Souls, sorti originellement sur PlayStation 3 en 2009.
Le 16 septembre de la même année, le PlayStation Blog annonce que Demon's Souls sera disponible dès le lancement de la PlayStation 5 le 19 novembre en France.
Le 30 septembre 2021, Sony annonce le rachat du studio.
En janvier 2025, le journaliste Jason Schreier, travaillant pour Bloomberg News, rapporte que Bluepoint Games développait un jeu service s'inscrivant dans l'univers de God of War, avant d'être annulé par Sony Interactive Entertainment.

## Jeux développés
| Année | Titre                                     | Plates-formes                   |
| ----- | ----------------------------------------- | ------------------------------- |
| 2006  | Blast Factor                              | PlayStation Network             |
| 2010  | God of War Collection                     | PlayStation 3                   |
| 2011  | Classics HD: Ico & Shadow of the Colossus | PlayStation 3                   |
| 2012  | Metal Gear Solid: HD Collection           | PlayStation 3                   |
| 2012  | PlayStation All-Stars Battle Royale       | PlayStation Vita                |
| 2013  | Flower                                    | PlayStation 4, PlayStation Vita |
| 2014  | Titanfall                                 | Xbox 360                        |
| 2015  | Uncharted: The Nathan Drake Collection    | PlayStation 4                   |
| 2015  | Gravity Rush Remastered                   | PlayStation 4                   |
| 2018  | Shadow of the Colossus                    | PlayStation 4                   |
| 2020  | Demon's Souls                             | PlayStation 5                   |